# Esseiachryson
Esseiachryson is een kevergeslacht uit de familie van de boktorren (Cerambycidae). De wetenschappelijke naam van het geslacht werd voor het eerst geldig gepubliceerd in 2002 door Martins.

## Soorten
Esseiachryson is monotypisch en omvat slechts de volgende soort:
- Esseiachryson minutum (Blanchard, 1851)